# Tjeresja
Tjeresja (bulgariska: Череша) är ett distrikt i Bulgarien.   Det ligger i kommunen Obsjtina Ruen och regionen Burgas, i den östra delen av landet, 300 km öster om huvudstaden Sofia.
I omgivningarna runt Tjeresja växer i huvudsak lövfällande lövskog. Runt Tjeresja är det ganska tätbefolkat, med 67 invånare per kvadratkilometer.